# Wink (NPO法人)
特定非営利活動法人Wink（ウィンク）は、1997年より「母子家庭共和国」というシングルマザーの大集団を母体とし、2002年に設立された特定非営利活動法人（NPO法人）。
大人が大人であるプライドを持ち、労働する喜びに浸れる環境つくりを目指し、家庭、地域、社会において相互扶助ネットワークを推進し、それぞれの場における大人世代の責任の全うを考える機会を広く提言している。母子家庭はもとより父子家庭も含む単身家庭へのサポートを使命のひとつに掲げている。

## 団体の理念（3つの柱）
家庭、地域及び社会における相互扶助ネットワークを推進する活動
- 社会教育に関わる活動として大人世代の責任の全う
- ひとり親家庭・再婚家庭（ステップファミリー）における様々な支援活動
- 子どもの健全育成に関わる活動

## 事業
就労支援、再就職支援セミナー、インターネットの情報発信、講演講師の派遣、相談事業、出版事業、アンファン宣言、事業報告・助成金事業報告、イベント報告など

## 企業の支援
様々な企業とネットワークを作り協働の事業モデルを作り上げている。ひとり親家庭に向けた就労支援、住宅支援、生活支援など独自の支援策を打ち出し、国やマスコミにも注目されている。2010年9月現在、17社が支援している。